# PSR B1620-26 b
PSR B1620-26b je exoplaneta, vzdálená 12 400 světelných let od Země v souhvězdí Štíra v kulové hvězdokupě Messier 4. Má neoficiální přezdívku Metuzalém či planeta Genesis díky svému extrémnímu věku 12,7 miliardy let a několika populárních zdrojích má tento objekt pojmenování PSR B1620-26 c (viz dále v diskusi). Obíhá okolo dvojhvězdy PSR B1620-26, jejímiž složkami jsou pulsar PSR B1620-26A a bílý trpaslík WD B1620-26.

## Název
Označení PSR B1620-26 b není užíváno v žádné z vědeckých prací, ale pod tímto názvem v je databázi SIMBAD. V populárních článcích se často nazývá PSR B1620-26 c, pravděpodobně proto, že a a b se týká označení obou hvězd. Toto se nepoužívá v odborné literatuře, ani v databázi SIMBAD. Od listopadu 2008 je známa další planeta obíhající zákrytovou proměnnou hvězdou HW Virginis, nicméně článek o objevu se vyhýbá označení planety. Tato exoplaneta je jediná, která nese biblické jméno - Metuzalém. Dále existují ještě dvě extrasolární planety, které nesou jména mytologických postav - Osiris a Bellerophont.

## Objevení
PSR B1620 26b byla objevena jako většina exoplanet díky Dopplerovu posunu. Tým astronomů vedený Donaldem Beckerem studoval chování pulsaru a bílého trpaslíka v roce 1990. Došli k závěru, že třetí objekt je příliš lehký na to, aby mohl být hvězdou. V roce 1993 oznámil Stephen Thorsett a jeho sekretářka, že třetí těleso je planeta.

## Fyzikální vlastnosti
PSR B1620 26b obíhá kolem dvojhvězdy, jimiž jsou neutronová hvězda (pulsar), která se otáčí kolem své osy 100krát za sekundu a bílý trpaslík o hmotnosti 0,34 hmotnosti našeho Slunce. Jejich vzájemná vzdálenost je 1 AU. Exoplaneta PSR B1620 26b kolem vícenásobné hvězdy obíhá ve vzdálenosti 23 AU (3400 milionů km). Je 2,5krát těžší než Jupiter a její orbita trvá zhruba 100 let.
Trojitý systém se nachází těsně mimo jádro kulové hvězdokupy Messier 4. Všechny hvězdy v tomto shluku vznikly zhruba před 12,7 miliardami let. Z toho vyplývá, že i extrasolární planeta PSR B1620 26b má stejné stáří, a tudíž je o celých 8 miliard let starší než naše Země a přináší nám důkaz o brzkém vývoji planet již v počátcích vesmíru.

## Vývoj

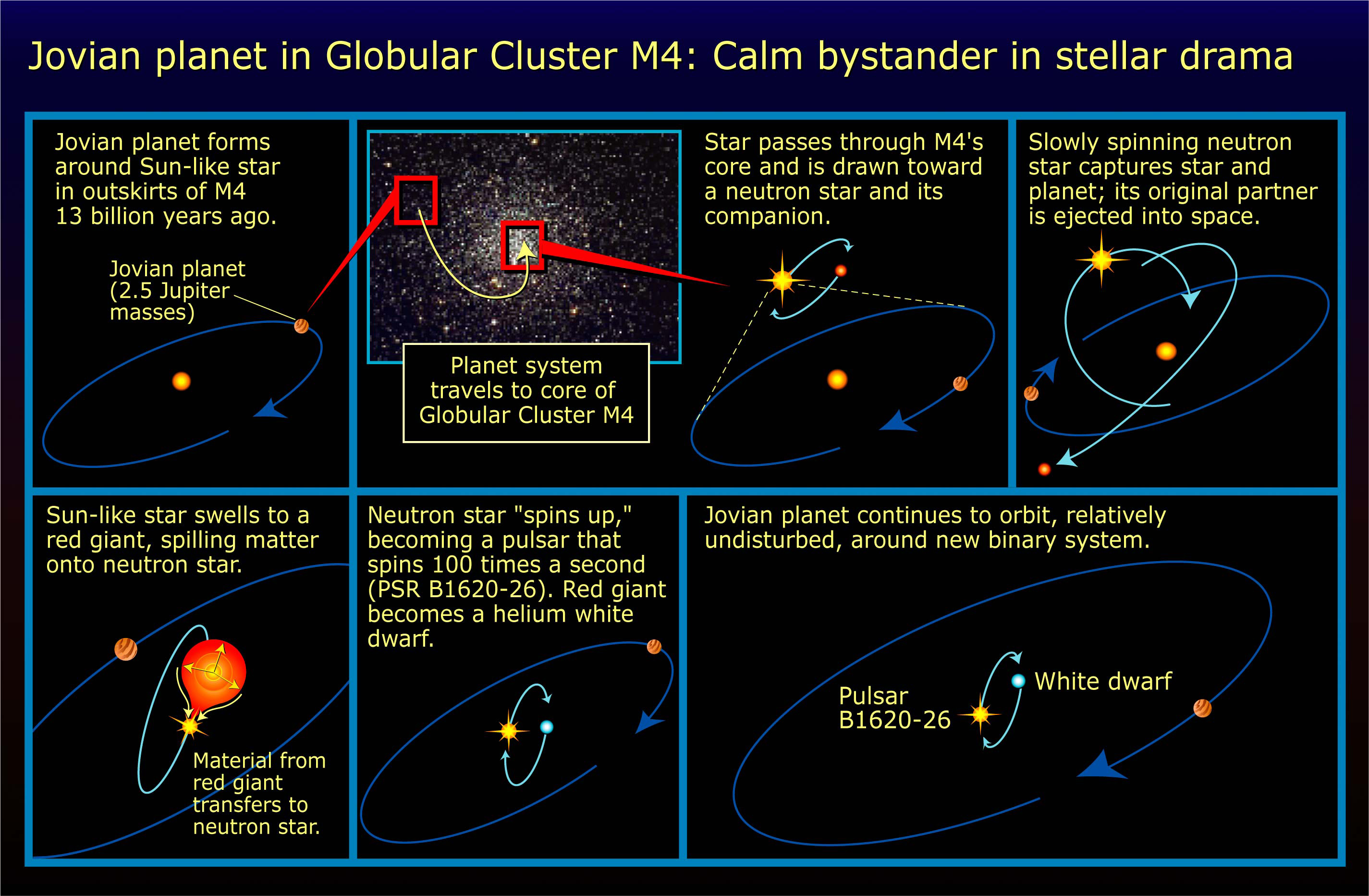
Vývoj hvězdného systému planety PSR B1620 26B

Vědci předpokládají,že exoplaneta PSR B1620 26B dříve patřila do hvězdného systém hvězdy WD B1620 26,z které se později vyvinul bílý trpaslík.Je velmi nepravděpodobné,že by extrasolární planeta pocházela od neutronové hvězdy,protože výbuch supernovy(stádium hvězdy) by ji zničil,takže si tento solární systém „přitáhl“ svou gravitací pulsar.
Tento jev není v Mléčné dráze příliš častý, ale muže se to stát v kulové hvězdokupě,jako je Messier 4.